# سفارة الولايات المتحدة في النرويج
سفارة الولايات المتحدة في النرويج هي أرفع تمثيل دبلوماسي لدولة الولايات المتحدة لدى النرويج. تقع السفارة في أوسلو وهي تهدف لتعزيز المصالح الأمريكية في النرويج.

## وصلات خارجية
- الموقع الرسمي
- قائمة سفارات الولايات المتحدة
- قائمة السفارات في النرويج